# ブルグンディア (小惑星)
ブルグンディア (374 Burgundia) は小惑星帯の標準的な小惑星であり、S型小惑星に分類される。フランスの天文学者、オーギュスト・シャルロワによってニースで発見された。
5-6世紀のフランスに存在したブルグント王国から命名された。
ブルグンディアは長い間、当時ケレス族と呼ばれていた小惑星族のメンバーだと考えられていたが、組成が異なるため無関係であることが2002年に明らかとなった。